# التائه
التائه هو كتاب لجبران خليل جبران نُشر سنة 1933 بعد وفاته بسنة. فيه يكمل جبران نقده للتقاليد الاجتماعية وسخريته من ازدواجية البشر والتناقضات التي تفتك بنفوسهم. يلخّص جبران نظرته الوجودية من خلال مجموعة من القصص-العِبَر، بأسلوب نثري تُمليه رومنسيته الأصيلة، ونزعة صوفية نابعة من إيمانه بوحدة الوجود.

## وصلات خارجية
- آراء القراء على موقع goodreads حول التائه